# VOX TV
VOX TV je ugašena lokalna televizija s koncesijom na razini grada Zadra. Službeno je započela emitiranje 12. svibnja 2007., javljanjem uživo sa zadarskog Narodnog trga, a do konačnog prekida emitiranja došlo je u svibnju 2016. Televizija je emitirala u digitalnim regijama D6 (54. kanal) i D7 (31. kanal). Bila je smještena u industrijskom dijelu grada, točnije u Gaženici, na adresi Uvala Bregdetti 23. Vlasnik televizije je bio Reno Sinovčić, a glavna urednica Ivana Vukić.

## Program
Televizija VOX je svakodnevno imala tri do četiri sata vlastitog programa. Ujutro se emitirala emisija "Dobro jutro Zadre", koju su vodili Zorana Vrčić, Damir Granić, Kristina Štorić i Renato Babić. Babić je ujedno vodio i dnevnu glazbenu emisiju "Mjuza". Četiri puta dnevno na rasporedu su bile vijesti.
Svakoga dana navečer prikazivale su se specijalizirane emisije. Tako je ponedjeljkom prikazivana sportska emisija "Zakucavanje", koju su vodili Slavica Vulin i Igor Jelenić - TOTO, koji je bio ujedno i urednik emisije. Utorkom je na rasporedu bio politički magazin "Fortunal", kojeg je vodio i uređivao Neven Pavelka. Srijedom je bila emisija "VI?MI!", a vodila ju je i uređivala Ivana Vukić. Četvrtkom su izmjenično prikazivani turističko-gospodarski magazin "Potencijal" i emisija "Aktualno", voditelja Nevena Pavelke i urednice Ivane Vukić. Petkom je na rasporedu bila emisija "Moje skitnje", koju je uređivao i vodio Igor Jelenić - TOTO. Subotom je bila emisija o moru, "Arti", koju je uređivao Ivan Bačinić. Magazin "ZOOM" osmislila je novinarka Ivana Rašić Tomić. Emisiju je uređivala i vodila sve do rujna 2008. godine, a danas je voditeljica i novinarka Nove TV. Nova urednica je bila Sandra Profaca, a na mjesto voditeljice je došla Maja Draganić. Nedjeljom navečer prikazivala se emisija "1 na 1". Uređivao i vodio ju je hrvatski novinar Šenol Selimović. 